# Francisco Secanilla
Francisco Secanilla (La Cerollera, Terol, 4 de maig de 1775 - Calahorra, La Rioja, 26 de desembre de 1832) fou un compositor aragonès.
Infant de cor en la Basílica del Pilar, de Saragossa, en acabar els seus estudis musicals, i ordenat sacerdot, el 1797 guanyà per oposició, la plaça de mestre de capella d'Alfaro, passant després amb el mateix càrrec a Calahorra, de la qual catedral en fou canonge.

## Obres
- Motets,
- Himnes,
- Villancets,
- un Pange lingua, a 7 veus i 2 cors,
- una Salve, a 4 veus amb orgue,

Deixà nombrosos treballs inèdits teòrics sobre harmonia i composició, els títols d'aquestes obres manuscrites són els següents: 
- Teoría general de la formación de la harmonía, y en particular de la preparación y resolución de las disonancias,
- De los efectos de la música,
- Cuadro de los diferentes acordes,
- Método teórico y practico para componer música en el estilo moderno,
- Carácter de la música de iglesia,
- Tratado de las propiedades, de los modos, de las voces y de los instrumentos,
- Tratado de la decadència de la música,
- Opinión sobre el sistema de Guido d'Arezzo,
- Observaciones contra la Genephonia de Virués,
- Notas curiosas como adicciones á la escuela de música del padre Pablo Nassarre,